# ぷちショップ
ぷちショップとは、株式会社ケーエルシーが運営する酒販店のボランタリーチェーン。

## 店舗形態
地域に密着した店舗形態のぷちショップのほか、チェーンストア企業内にあるグランぷち、バー・クラブ・居酒屋などの料販店に展開するソクハイがある。

## 沿革
出典:
- 1993年8月 - キムラ・リカー・コンサルテーションとして創業。
- 1994年7月 - 株式会社ケーエルシー創立。
- 1995年8月 - ぷちショップ1号店が京都にてオープン。ぷちショップ事業の開始。
- 1998年12月 - 100号店がオープン。

## 店舗展開
2017年8月末現在、グランぷち・ソクハイと併せ421店舗があり、群馬県および奈良県を除く45都道府県に展開している。